# Institut for Rationel Farmakoterapi
Institut for Rationel Farmakoterapi (i forkortet form IRF) er et rådgivende organ knyttet til Sundhedsstyrelsens enhed for Evidens, Uddannelse og Beredskab. IRF lå indtil 2012 under Lægemiddelstyrelsen.
IRF blev oprettet i oktober 1999 og har som formål at få lægerne til at ordinere de mest hensigtsmæssige lægemidler under hensyntagen til virkninger, bivirkninger og pris. Instituttets vurderinger sker med baggrund i randomiserede undersøgelser, og en af instituttets opgaver er at yde neutral information til læger og andre sundhedsansatte samt patienterne. 
IRF blev i de første 10 år ledet af speciallæge, dr.med. Jens Peter Kampmann. I 2009 overtog speciallæge Steffen Thirstrup posten som institutchef som han besad indtil 2011. I dag ledes IRF af chefen for Sundhedsstyrelsens Enhed for Evidens, Uddannelse og Beredskab Lisbeth Høeg-Jensen.